# 延川县各级文物保护单位列表
以下为陕西省延安市延川县各级文物保护单位列表。

## 陕西省文物保护单位
- 太相寺会议旧址
- 神疙瘩山遗址
- 小程民俗文化村
- 文安驿城址
- 会峰寨寨址
- 嘉平陵
- 高家湾八路军医院旧址
- 永坪革命旧址
- 梁家河知青旧址